# Élections municipales monégasques de 1991
Les élections municipales monégasques de 1991 se déroulent les 10 et 17 février 1991 à Monaco afin de renouveler les 15 membres du Conseil communal.
Le scrutin donne lieu à une alternance. Bien qu'arrivée en tête au premier tour avec 54,3 % des voix, la liste Action municipale, à la tête du conseil depuis 1971, est battue au second tour par la liste L'évolution communale avec plus de 56 % des voix.  Anne-Marie Campora remplace Jean-Louis Médecin au poste de maire de Monaco,.

## Mode de scrutin
Le Conseil communal de l'unique commune de Monaco est composé de 15 sièges dont les membres sont élus pour quatre ans selon un mode de scrutin de liste plurinominal majoritaire à deux tours dans une unique circonscription électorale. Les électeurs votent pour autant de candidats que de sièges à pourvoir, avec la possibilité d'un panachage en rayant ou en ajoutant des noms sur les listes proposées. Les candidats ayant réunis la majorité absolue du nombre de votants au premier tour avec le plus de voix sont élus. Si ceux ci sont moins de quinze, un second tour est organisé deux semaines plus tard entre les candidats restant. Les second tours sont néanmoins très peu fréquent. À la suite des élections, le conseil communal élit le maire en son sein.

## Conditions de candidature
Sont éligibles les électeurs âgés d'au moins vingt et un ans et ayant la nationalité monégasque depuis au moins cinq ans. Le cumul des mandats avec le Conseil national de Monaco est autorisé.

## Résultats
Chaque électeur étant doté de plusieurs voix, le total de ces dernières est largement supérieur au total des inscrits. Les second tours sont très peu fréquent aux municipales monégasques. Depuis le début des années soixante, ce cas de figure n'était arrivé que deux fois, en 1967 et 1979.
| Listes                   | Listes                   | Premier tour | Premier tour | Premier tour | Second tour | Second tour | Second tour | Total | +/-           |
| Listes                   | Listes                   | Voix         | %            | Sièges       | Voix        | %           | Sièges      | Total | +/-           |
| ------------------------ | ------------------------ | ------------ | ------------ | ------------ | ----------- | ----------- | ----------- | ----- | ------------- |
|                          | L'évolution communale    | 18 103       | 45,0         | 0            | 11 396      | 56,1        | 8           | 8     | Nv            |
|                          | Action municipale        | 21 849       | 54,3         | 7            | 8 805       | 43,3        | 0           | 7     | 7             |
|                          | Indépendants             | 262          | 0,7          | 0            | 120         | 0,6         | 0           | 0     | en stagnation |
| Total des voix           | Total des voix           | 40 214       | 100          | 7            | 20 321      | 100         | 8           | 15    | en stagnation |
|                          |                          |              |              |              |             |             |             |       |               |
| Suffrages exprimés       | Suffrages exprimés       | 2 974        | 96,2         |              | 2 748       | 97,0        |             |       |               |
| Votes blancs             | Votes blancs             | 14           | 0,5          | 86           | 3,0         |             |             |       |               |
| Votes invalides          | Votes invalides          | 103          | 3,3          | 86           | 3,0         |             |             |       |               |
| Total des votants        | Total des votants        | 3 091        | 100          | 2 834        | 100         |             |             |       |               |
| Abstentions              | Abstentions              | 1 290        | 29,4         | 1 550        | 35,4        |             |             |       |               |
| Inscrits / participation | Inscrits / participation | 4 381        | 70,6         | 4 384        | 64,6        |             |             |       |               |